# Lan Diep
Das Motorschiff Lan Diep (nach vietnamesisch Lan và Điệp für Julia und Romeo) ist ein Fluss-Kreuzfahrtschiff der Reederei Compagnie Fluviale de Mekong (CFM). Es verkehrt auf dem Tonle Sap und dem Mekong in Kambodscha und Vietnam, vorzugsweise für Kreuzfahrten auf der Route zwischen Koh Chau und Saigon, über Kampong Chhnang, Phnom Penh, Châu Đốc, Cái Bè und Mỹ Tho. Das Schiff ist in die Vier-Sterne-Kategorie eingestuft. Die Reederei arbeitet mit dem Reiseanbieter Phoenix Reisen GmbH Bonn zusammen.

## Ausstattung
Die Lan Diep wurde in der Bao-Tin-Werft im vietnamesischen Saigon gebaut. Baubeginn war der 17. Dezember 2006, die Jungfernfahrt erfolgte am 1. Oktober 2007. Das Schiff ist 50 Meter lang und 10 Meter breit, hat eine Größe von 450 Bruttoregistertonnen, einen Tiefgang von 1,8 Meter und eine Höhe über der Wasserlinie von 7,2 Meter. Es wird von zwei Volvo-Dieselmotoren des Typs IPS750 mit 9,4-l-Reihensechszylindern und je 575 PS (423 kW) angetrieben. Zudem verfügt es über zwei Volvo-Generatoren zur Stromversorgung mit je 80 kW. Die Reisegeschwindigkeit liegt bei 26 km/h.
Das Kreuzfahrtschiff besitzt 22 Passagierkabinen für eine maximale Belegung bis zu 44 Personen, davon 12 Kabinen auf dem Hauptdeck und 10 Kabinen auf dem Oberdeck. Alle Doppelkabinen besitzen einen Zugang vom Gang entlang der Reling an beiden Schiffsseiten. Sie bestehen aus je einem Schlafraum und einer Nasszelle mit Waschbecken, Toilette und Dusche. Die Schlafräume sind mit individuell regelbarer Klimaanlage ausgestattet. Neben dem Doppelbett, unter dem sich eine Kofferablage befindet, sind die Kabinen mit einem Kleiderschrank einschließlich Safe und einem Schreibtisch versehen.
Das 90 m² große Bordrestaurant liegt im hinteren Bereich des Oberdecks. Das Sonnendeck hat eine Fläche von 250 m² und ist zweigeteilt. Zum hinteren Bereich führt eine kleine Treppe nach oben. Dort sind unter einem Sonnendach acht Liegen aufgestellt. Richtung Bug schließt sich hinter der Bar des Sonnendecks der geschlossene Salon an, in dem Informationsveranstaltungen und Filmvorführungen stattfinden.